# Картель Нового поколения Халиско
Карте́ль Но́вого поколе́ния Хали́ско (исп. Cártel de Jalisco Nueva Generación, CJNG, Los Mata Zetas) — одна из новейших и наиболее быстро растущих преступных группировок Мексики. В настоящее время картель борется с Картелем Синалоа за контроль над штатом Сакатекас. КНПХ в основном действует в штатах Халиско, Найярит, Мичоакан, Колима, Гуанахуато, Пуэбла, Тласкала и Веракрус, также у них есть контакты в Центральной Америке и США. В то время как этот картель известен прежде всего своими столкновениями с Лос-Сетас и картелем Синалоа, также он боролся против группировки La Resistencia за контроль над Халиско и Мичоаканом и окружающими его территориями.
Картель Нового поколения Халиско расширил область своей деятельности от побережья до побережья Мексики всего за шесть месяцев, что характеризует его как одну из мощнейших преступных группировок в Мексике с 2012 года. Картель Синалоа, во главе с Хоакином «Эль Чапо» Гусманом (до 2016 г.), использовал КНПХ в качестве вооружённого отряда, чтобы бороться с Лос-Сетас в сфере влияния Гусмана и проникнуть на другие территории, такие как Нуэво-Ларедо и Веракрус.
Через онлайн-видео картель пытался получить одобрение общества и согласия от мексиканского правительства противостоять Лос-Сетас, изображая из себя «справедливую» и «националистическую» группу, но безуспешно.
По состоянию на 2020 год, считается вторым по величине картелем в Мексике — после картеля Синалоа.

## Создание картеля
После смерти в июле 2010 года наркобарона Игнасио Коронеля Вильярреаля его последователи стали подозревать картель Синалоа в предательстве и отдалились от группировки Гусмана, чтобы создать новый картель, и приняли участие в формировании Картеля нового поколения Халиско. Некоторые участники картеля Синалоа покинули организацию, сформировали группировку La Resistencia и заключили кратковременный союз с Лос-Сетас. Также в формировании картеля Нового поколения Халиско участвовали некоторые участники картеля Миленио (отколовшейся от картеля Синалоа в 1999 году группы). Основателями картеля Нового поколения Халиско были Немесио Осегера Рамос, Эрик Валенсия и Мартин Арсола Ортега.

## Первое появление
В июне 2009 года в заброшенном грузовике в жилом районе в Канкуне (Кинтана-Роо) мексиканские власти обнаружили трупы трех мужчин. Вместе с их останками было найдено сообщение:

Мы — новая группа Mata Zetas, мы против похищений и вымогательств, и мы будем бороться с ними во всех штатах для более чистой Мексики.
— Картель нового поколения Халиско (Los Mata Zetas)

Убитые были связаны с теми людьми, которые были показаны на видео на YouTube во время их допроса людьми в масках, вооруженных автоматами. Многие видео подтвердили существование Картеля Нового поколения Халиско, который тогда стремился убивать участников картеля Гольфо и Лос-Сетас. В видео, снятом Картелем Нового поколения Халиско, захваченные участники картеля признали свою преступную деятельность и выдавали имена начальников полиции и политиков, которые предоставляли им защиту. 1 июля 2009 в правительственное учреждение SIEDO позвонил неизвестный и сказал, что в Канкуне и Веракрусе будут похищены и убиты участники картеля Лос-Сетас.

## Союзники и враги картеля
Весной 2011 года картель Нового поколения Халиско объявил войну всем другим мексиканским картелям и заявил о своем намерении взять под свой контроль город Гвадалахара. Однако, к середине лета, группировка, казалось, воссоединилась со своими бывшими партнерами — картелем Синалоа. В дополнение к союзу с Картелем Гольфо для противостояния Лос-Сетас, картель Синалоа в 2011 году заключил союз с картелем «тамплиеров» в Мичоакане. А чтобы противостоять Лос-Сетас в штате Халиско, картель Синалоа заключил союз с Картелем Нового поколения Халиско.

## Массовые убийства в Веракрусе
20 сентября 2011 года в тоннеле около торгового центра в Бока-дель-Рио (Веракрус) были обнаружены два грузовика, в которых было 35 трупов. Предположительно, все убитые были участниками Лос-Сетас, но позже было доказано, что только шестеро были причастны к незначительным преступлениям, и ни один из них не был связан с организованной преступностью. У некоторых жертв были связаны руки и были видны следы пыток.
Примерно в 17:00 участники картеля на автомобилях заблокировали крупнейшую авеню в Бока-дель-Рио. Как только движение остановилось, вооруженные боевики остановили два грузовика на середине шоссе. Они вытащили из грузовиков тридцать пять трупов. Другие боевики в это время держали водителей автомобилей под прицелом. Затем участники картеля скрылись с места происшествия, а испуганные водители начали звонить по мобильным телефонам и отправлять сообщения на Twitter, предупреждения других водителей, чтобы они избегали этой области.
Вместе с трупами участники картеля оставили письменное сообщение, в котором заявили, что они будут убивать в штате Веракрус участников картеля Лос-Сетас и политиков, которые им помогают. Также в сообщении они призвали жителей Веракруса не платить вымогателям и объявили, что «у этой территории есть новый владелец».
27 сентября 2011 CJNG выпустили видео, подтверждая, что это они совершили массовое убийство. На видео было пятеро мужчин в лыжных масках и чёрной одежде. Они принесли извинения за резню в Веракрусе, но повторили о своих намерениях бороться с Лос-Сетас. Человек с микрофоном заявил, что Matazetas — «воины без лица, но гордые мексиканцы», и что их цель состоит в том, чтобы уничтожить Лос-Сетас. Также участники картеля заявили, что они — «вооруженный отряд мексиканского народа». Они утверждали, что уважают мексиканские Вооруженные силы и понимают позицию правительства против наркокартелей, понимают и уважают решение правительства об отказе провести переговоры с картелями. Они также раскритиковали политиков, которые защитили Лос-Сетас. Кроме того, они утверждали, что Matazetas «запрещает вымогать, похищать, красть, злоупотреблять служебным положением, или делать что-либо, что повредит национальному достоянию».
6 октября 2011 года мексиканскими властями в трех разных домах в Бока-дель-Рио были найдены 36 тел. Бойцы флота сначала обнаружили 20 тел внутри дома в жилом районе. Во время поисков в другом доме они обнаружили ещё 11 тел, в третьем доме было найдено одно тело. Власти штата Веракрус подтвердили о нахождении ещё 4 тел. На следующий день генеральный прокурор Рейнальдо Эскобар Перес ушел в отставку, а спустя ещё день в городе Веракрус было найдено ещё 10 тел. К 9 октября 2011 года власти объявили о 100 убийствах в штате Веракрус всего за 18 дней.

### Операция «Веракрус»
В ответ на массовые убийства наркокартелей федеральное правительство начало военную операцию в штате Веракрус. В октябре 2011 года штат Веракрус был спорной территорией между Лос-Сетас, картелем Гольфо и картелем Синалоа. Франсиско Блейк Мора, бывший в то время министром внутренних дел, заявил, что эта операция была осуществлена с пятью целями: 1) Развертывание вооруженных сил и федеральной полиции в штате Веракрус, чтобы «восстановить контроль над районами, контролируемыми картелями». 2) Создать условия для спецслужб не только захватывать участников картеля, но и разрушать их финансовые и оперативные сети 3) Проверить полицию в Веракрусе с целью выявления любой возможной связи с картелями 4) Увеличить федеральное и государственное финансирование для усиления мер безопасности 5) Подтвердить, что правительство является единственной организацией, которая обеспечивает законность и порядок.

### Нападения и массовые убийства в Веракрусе в 2012 году
Несмотря на присутствие военных, 8 октября 2011 года власти обнаружили 7 тел в Веракрусе. 22 декабря 2011 года три общественных автобуса были атакованы участниками наркокартеля на федеральной трассе в Веракрусе, при этом погибли 16 человек, среди них трое граждан США. Вскоре после перестрелки, которая произошла рано утром, власти провели операцию с целью найти виновных, при проведении которой погибли пятеро боевиков. Консульство США в Матаморосе попросило американцев отказаться от поездок по шоссе между городами в ночное время.
23 декабря 2011 года в Альто-Тампико (Веракрус) мексиканские власти обнаружили 10 трупов после того, как поступил анонимный звонок. Трупы были свалены на грунтовой дороге, и все они были в наручниках и со следами пыток, девять из десяти тел были обезглавлены. Ранее, в феврале 2011 года, Сатурнино Вальдес Льянос, мэр муниципалитета Тампико-Альто, был похищен, неделю спустя его тело было найдено на мусорной свалке с ещё 10 телами. 25 декабря 2011 около Тампико, города на границе с Веракрусом, был найден грузовик с 13 телами. По мнению чиновников, грузовик был из Веракруса. Власти указали, что это массовое убийство было связано с другими массовыми убийствами, которые произошли в Веракрусе. 9 февраля 2012 года мексиканские власти эксгумировали 15 тел из тайных массовых захоронений в Акаукане (Веракрус). По данным правительственных источников, к марту 2012 года уровень убийств в Веракрусе и прилегающих к нему территориях снизился. Президент Фелипе Кальдерон связал низкий уровень убийств с последствиями операции «Веракрус».
3 мая 2012 года в Бока-дель-Рио были убиты трое фотожурналистов, которые освещали преступления в Веракрусе, их тела были сброшены в канал. Эти трое журналистов ранее бежали из Веракруса после получения угроз в 2011 году. За предыдущие восемнадцать месяцев в Веракрусе были убиты 7 журналистов. После ареста несколько участников картеля, власти в августе 2012 года подтвердили, что CJNG ответственен за убийство пятерых журналистов в Веракрусе.

## Массовые убийства в Синалоа в 2011 году
23 ноября 2011 года в нескольких брошенных автомобилях в Синалоа было найдено в общей сложности 26 трупов (16 из них были сожжены). Инцидент начался в ранние часы утра в Куликане (Синалоа) с обнаружения горящего автомобиля. Когда полицейским удалось погасить пламя, они обнаружили в салоне автомобиля сожженные тела. Все жертвы были в наручниках. Позже анонимные звонки уведомили полицию о другом сожженном автомобиле в северной части города Куликан. В этом автомобиле было найдено 4 трупа в бронежилетах и наручниках. В течение ночи в Синалоа были найдены ещё 10 тел.
Эти убийства якобы были совершены Лос-Сетас в ответ на массовые убийства CJNG в Веракрусе. Это проникновение Лос-Сетас на территорию картеля Синалоа демонстрирует способность Лос-Сетас напасть на центр территорий этих картелей.

## Новые массовые убийства в Веракрусе

### Резня в Гвадалахаре
24 ноября 2011 на авеню в Гвадалахаре (Халиско) были найдены три грузовика, в которых были 26 трупов мужчин. Около 19:00 полиция Гвадалахары получила многочисленные анонимные звонки от гражданских лиц, сообщавших, что на крупнейшей авеню были найдены несколько транспортных средств с более чем 10 телами. Прибыв на место, полицейские нашли зелёный Dodge Caravan в переулке шоссе, а примерно на расстоянии 20 метров от него белый Nissan Caravan. В самом дальнем правом переулке был фургон. По сообщениям, за резню этих предполагаемых двадцати шести участников картеля Синалоа ответственны Лос-Сетас и Картель Миленио. Кроме того, в ноябре 2011 года по подозрению в резне этих двадцати шести человек были арестованы трое участников картеля Миленио. Власти пришли к заключению, что только у шести из двадцати шести убитых были судимости, а ещё десять человек были зарегистрированы как пропавшие без вести. Среди убитых были представители малого бизнеса, повар, механик, стоматолог, водитель грузовика и маляр.
Согласно свидетельствам нескольких родственников, несколько человек были похищены силой группой хорошо вооруженных мужчин. Один из свидетелей сказал, что вооруженные мужчины в двух грузовиках похитили нескольких подростков, когда те пили содовую перед магазином. Семья одного из похищенных призналась, что этот человек был подростком без недостатков или проблем, и что версия о том, что он был участником картеля является несправедливой и ложной. Другие семьи утверждали, что их родственники не имели никаких проблем ни с кем и были честными рабочими. Однако, когда участники картеля были арестованы и допрошены властями, они утверждали, что убитые не были невинными жертвами, и являлись участниками Los Torcidos (другое название Картеля Нового поколения Халиско). Также участники картеля сказали, что они не пытали своих жертв. Один из убийц признался, что собирался покинуть преступную организацию, но другие участники группировки угрожали ему смертью, если он так поступит.
Власти пришли к заключению, что эта резня была почти точной копией того, что произошло двумя месяцами ранее в Веракрусе. Следователи отметили, что эта резня — ответ на убийства, совершенные картелем Нового поколения Халиско против Лос-Сетас в штате Веракрус.

## Аресты
9 марта 2012 один из основателей организации Эрик Валенсия Салазар был захвачен мексиканской армией вместе с высокопоставленным лейтенантом картеля в Гвадалахаре. У них были конфискованы более 30 автоматов, гранаты и патроны. Предчувствуя захват, участники картеля организовали более десяти блокад по всему городу. 26 автобусов с бензином были сожжены и затем использовались, чтобы заблокировать городские улицы. Фелипе Кальдерон, президент Мексики, поздравил мексиканскую армию с захватом Эрика Валенсии Салазара.
18 марта 2012 года Хосе Гвадалупе Серна Падилья, ещё один высокопоставленный лейтенант картеля, был задержан вместе с другим участником организации. 15 апреля 2012 года в Веракрусе вместе с пятью соратниками был задержан Марко Антонио Рейес, который считается главой боевиков картеля. Аресты также привели к захвату троих других участников картеля, в том числе руководителя операций картеля в городах Веракрусе и Бока-дель-Рио.